# Карбонат бериллия
Карбонат бериллия — химическое соединение бериллия с химической формулой ВеСО3. Представляет собой бесцветное кристаллическое вещество (в порошке - белое). Карбонат бериллия не имеет запаха, но, как все соединения бериллия, обладает сладковатым вкусом.

## Формы соединения
Карбонат бериллия существует в трех формах: 
- средний карбонат (ВеСО3) — при нормальных условиях неустойчив, разлагается на ВеО и углекислый газ, поэтому требует хранения в атмосфере СО2.[2][3];
- тетрагидрат основного карбоната (ВеСО3•4Н2О) — при нормальных условиях сравнительно неустойчив, при нагревании разлагается.[1]
- основной карбонат ([BeОН]2CO3) — сравнительно устойчив на воздухе, при температуре выше 100°С быстро разлагается на ВеО, углекислый газ и воду.[1] В воде плохорастворим.

Известны также гидратированные основные карбонаты переменного состава (ВеСО3•nВе(OH)2•nН2O, где n = 2, 3, 4, 5, 7; m = 1, 2, 3), выделяющиеся в виде плотного осадка из кипящих растворов.

## Получение
- ВеСО3 получают взаимодействием оксида бериллия и углекислого газа (при повышенном давлении):[2]

{\displaystyle {\mathsf {BeO+CO_{2}\longrightarrow BeCO_{3}}}}
- ВеСО3•4Н2О образуется при пропускании большого избытка СО2 через раствор Ве(ОН)2 (полученный осадок фильтруют и высушивают в атмосфере СО2):

{\displaystyle {\mathsf {Be(OH)_{2}+CO_{2}+3H_{2}O\longrightarrow [BeCO_{3}\cdot 4H_{2}O]}}}
- [BeОН]2CO3 может быть получен при взаимодействии растворимых солей бериллия (например,  сульфата или  хлорида бериллия) и карбонатов щелочных металлов или аммония:

{\displaystyle {\mathsf {2BeCl_{2}+2Na_{2}CO_{3}+H_{2}O\longrightarrow [BeOH]_{2}CO_{3}+4NaCl+CO_{2}}}}

## Химические свойства
- Все формы карбоната бериллия растворяются в избытке карбонатов щелочных металлов и аммония с образованием растворимых комплексных соединений. Например, возможны реакции:

{\displaystyle {\mathsf {BeCO_{3}+(NH_{4})_{2}CO_{3}\longrightarrow (NH_{4})_{2}[Be(CO_{3})_{2}]}}}

{\displaystyle {\mathsf {[BeOH]_{2}CO_{3}+3Na_{2}CO_{3}\longrightarrow 2Na_{2}[Be(CO_{3})_{2}]+2NaOH}}}

Эти реакции представляют большой интерес в связи с возможностью их использования в аналитической химии для отделения бериллия от алюминия и железа, гидроксиды которых малорастворимы в карбонате аммония и практически нерастворимы в карбонатах щелочных металлов.
- Карбонат бериллия взаимодействует с кислотами с образованием солей:

{\displaystyle {\mathsf {BeCO_{3}+2HCl\longrightarrow BeCl_{2}+H_{2}O+CO_{2}}}}

{\displaystyle {\mathsf {[BeOH]_{2}CO_{3}+2H_{2}SO_{4}\longrightarrow 2BeSO_{4}+3H_{2}O+CO_{2}}}}
- При температуре выше 100 °C карбонат бериллия разлагается:

{\displaystyle {\mathsf {BeCO_{3}\longrightarrow BeO+CO_{2}}}}

{\displaystyle {\mathsf {[BeOH]_{2}CO_{3}\longrightarrow 2BeO+H_{2}O+CO_{2}}}}